# Марко Де Маркі
Марко Антоніо Де Маркі (італ. Marco Antonio De Marchi, нар. 8 вересня 1966, Мілан) — італійський футболіст, що грав на позиції захисника.
Виступав, зокрема, за клуб «Болонья».
Володар Кубка УЄФА.

## Ігрова кар'єра
Вихованець футбольної школи клубу «Комо». Дорослу футбольну кар'єру розпочав 1984 року в основній команді того ж клубу, в якій провів один сезон. У чемпіонаті, однак, не зіграв жодного матчу.
Згодом з 1985 по 1993 рік грав у складі команд клубів «Оспіталетто», «Болонья», «Ювентус», «Рома» та «Ювентус». Протягом цих років виборов титул володаря Кубка УЄФА.
Своєю грою за останню команду знову привернув увагу представників тренерського штабу клубу «Болонья», до складу якого повернувся 1993 року. Цього разу відіграв за болонської команду наступні чотири сезони своєї ігрової кар'єри. Більшість часу, проведеного у складі «Болоньї», був основним гравцем захисту команди.
Протягом 1997—2000 років захищав кольори команди клубу «Вітесс».
Завершив професійну ігрову кар'єру у клубі «Данді», за команду якого виступав протягом 2000—2002 років.

## Досягнення
- Володар Кубка УЄФА:

«Ювентус»: 1992–1993